# Justin Rose
Justin Peter Rose, MBE (* 30. Juli 1980 in Johannesburg, Südafrika) ist ein englischer Profigolfer der nordamerikanischen PGA Tour und der European Tour. Im September 2018 war Rose erstmals Führender der Golfweltrangliste. Bis April 2019 erkämpfte er sich im Wettstreit mit Dustin Johnson und Brooks Koepka insgesamt fünfmal die Spitzenposition.

## Werdegang
Im Alter von 5 Jahren kam Justin Rose nach England und durchlief als Jugendlicher eine erfolgreiche Amateurkarriere, der er 1998 – noch vor seinem 18. Geburtstag – mit einem Aufsehen erregenden vierten Platz bei der Open Championship in Royal Birkdale die Krone aufsetzte.
Eine Woche nach dem Major wurde er Berufsgolfer, konnte sich aber zunächst nicht behaupten. Ab der Saison 2001, die Rose als 33. der European Tour Order of Merit abschließen konnte, etablierte er sich in der europäischen Elite und im Jahre 2002 gelangen ihm zwei Titelgewinne. Rose klassierte sich am Ende jener Spielzeit auf Rang 9 der Geldrangliste und erreichte 2003 sein bestes Ranking in der Golfweltrangliste mit Platz 33. Im November 2006 gewann er sein drittes Turnier auf der European Tour, das Australian MasterCard Masters, welches bereits zur Saison 2007 zählt und ein gemeinsames Event mit der PGA Tour of Australasia ist. Mit einem weiteren Erfolg, jenem beim Volvo Masters – dem hochdotierten Abschlussturnier der European Tour –, konnte er sich in der Saison 2007 den ersten Platz in der europäischen Geldrangliste (European Tour Order of Merit) und damit die Harry Vardon Trophy sichern, sowie vorübergehend unter die Top 10 der Golfweltrangliste vorstoßen.
Auf der US-amerikanischen PGA TOUR gelang Rose im Juni 2010 beim Memorial Tournament der erste Turniersieg, dem er einen Monat später einen zweiten folgen ließ.
Er spielte viermal für England im World Cup und war Mitglied in den siegreichen Teams von Großbritannien & Irland bei der Seve Trophy 2003 und 2007. Beim Ryder Cup 2008 stand Rose zum ersten Mal in der europäischen Mannschaft.
Den größten Erfolg seiner Karriere feierte er mit dem Gewinn der U.S. Open 2013.
Bei den Olympischen Sommerspielen 2016, bei denen nach 112 Jahren Pause erstmals wieder ein Golfwettkampf ausgetragen wurde, gelang ihm am ersten Spieltag auf der vierten Bahn (Par 3) das erste Hole in one in der Geschichte der Spiele. Letztendlich gewann er als erster Brite die Goldmedaille.
2017 beendete Rose das Masters Tournament im Augusta National Golf Club als Zweitplatzierter, nachdem als geteilter Führender in die vierte Runde am Sonntag ging, im Stechen allerdings gegen den Spanier Sergio García unterlag. Im Oktober 2017 gewann Rose das WGC-HSBC Champions-Turnier in Shanghai, nachdem er einen Rückstand von acht Schlägen vor der letzten Runde auf Dustin Johnson aufholte. Im November gewann Rose die Turkish Airlines Open, ein Turnier der European Tour. Dies war sein zehnter Turniersieg auf der European Tour.
Im Mai 2018 gewann Rose das Fort Worth Invitational im Colonial Country Club mit 3 Schlägen Vorsprung vor Brooks Koepka. Bei der Open Championships erreichte Rose mit sechs Schlägen unter Par den geteilten zweiten Platz. Zum Saisonabschluss der PGA TOUR gewann er den FedEx Cup, die Abschlusswertung dieser weltweit größten Turnierserie und somit 10 Mio. US$ Preisgeld.
Rose war Bestandteil des siegreichen europäischen Teams des Ryder Cups 2018, ausgespielt in Frankreich. Dort gewann er zwei seiner vier Duelle. Im November desselben Jahres gewann Rose im Stechen zum zweiten Mal die Turkish Airlines Open und beendete das Jahr als Weltranglistenerster.
Zum Jahresbeginn 2019 gewann Rose die Farmers Insurance Open in Kalifornien mit zwei Schlägen Vorsprung vor Adam Scott. Zu einem ähnlichen Zeitpunkt gab Rose einen Ausstatterwechsel seiner Golfschläger zur japanischen Marke Honma bekannt, dieser wurde allerdings schon im Mai desselben Jahres in beidseitigem Einvernehmen wieder aufgelöst. Im Juni erreichte Rose bei den US Open 2019 auf den Pebble Beach Golf Links den geteilten dritten Platz.
2021 wurde Rose aufgrund seines Charakters, seines Sportsgeistes und seines Engagements für wohltätige Zwecke mit dem Payne Stewart Award ausgezeichnet.
Beim AT&T Pebble Beach National Pro-Am im Februar 2023 in Kalifornien konnte Rose seine mehr als vierjährige Durststrecke ohne Turniersieg mit seinem zehnten Sieg bei einem PGA Tour Turnier beenden. Rose war erneut Teil des siegreichen europäischen Teams beim Ryder Cup 2023 in Italien.
Rose hatte im Jahr 2024 keinen automatischen Startplatz mehr bei dem Open Championship in Troon in Schottland, konnte sich aber im offenen Qualifikationsturnier für den Major qualifizieren. Dort erreichte Rose mit einem Ergebnis von 7 Schlägen unter Par den geteilten zweiten Platz 2 Schläge hinter Xander Schauffele.
Im Frühjahr 2025 führte Rose zum fünften Mal in seiner Karriere das Masters Tournament nach der ersten Runde mit 7 Schläge unter Par an. Am Freitag konnte Rose Führung mit nun 8 Schlägen unter Par verteidigen. Nach einer enttäuschenden dritten Runde, gespielt 3 über Par, fiel Rose auf den geteilten sechsten Platz zurück. Am Sonntag spielt Rose seine letzten 8 Loch der Runde mit 6 Birdies und 2 Bogeys, spielte den Platz 6 Schläge unter Par und konnte so ein Playoff mit Rory McIlroy erreichen. Dort verpasste Rose knapp einen 19 Fuß Birdie Putt und verlor zum zweiten Mal in seiner Karriere ein Playoff bei diesem Turnier und wurde somit zum dritten Mal in seiner Karriere Zweiter beim Masters Tournament.

## Privates
Justin Rose ist seit 2006 mit Kate Phillips verheiratet. Er hat zwei Kinder.
Nach seinem Turniersieg beim olympischen Golfturnier 2016 wurde Rose 2017 mit dem britischen Verdienstorden Order of the British Empire als Member (MBE) geehrt.

## Turniersiege

### Major-Championship-Siege (1)
- 2013: U.S. Open

### WGC-Championship-Siege (2)
- 2012: WGC-Cadillac Championship
- 2017: WGC-HSBC Champions

### Olympische Sommerspiele (1)
- 2016: Olympisches Golfturnier

### European-Tour-Siege (8)
- 2002: Dunhill Championship, Victor Chandler British Masters
- 2007: MasterCard Masters (ausgetragen im November 2006, zählt aber zur Saison 2007, auch PGA Tour of Australasia), Volvo Masters
- 2014: Scottish Open
- 2015: Hong Kong Open
- 2017: Turkish Airlines Open
- 2018: Turkish Airlines Open

### PGA-Tour-Siege (8)
- 2010: Memorial Tournament, AT&T National
- 2011: BMW Championship
- 2014: Quicken Loans National
- 2015: Zurich Classic of New Orleans
- 2018: Fort Worth Invitational
- 2019: Farmers Insurance Open
- 2023: AT&T Pebble Beach National Pro-Am

### Sunshine-Tour-Siege(1)
- 2002: Nashua Masters

### Japan-Golf-Tour-Siege(1)
- 2002:  The Crowns Tournament

### Weitere Turniersiege (3)
- 2004: Bilt Skins (Indien)
- 2005: Tommy Bahama Challenge (inoffizielles Event der PGA Tour, mit Geoff Ogilvy, Tim Clark und Kevin Na)
- 2012: Turkish Airlines World Golf Final (Türkei, 1,5 Mio. US$ Siegerprämie), Tyco Golf Skills Challenge (inoffizielles Event der PGA Tour, mit Peter Hanson)

## Resultate bei Major Championships
| Turnier               | 1998  | 1999 | 2000 | 2001 | 2002 | 2003 | 2004 | 2005 | 2006 | 2007 | 2008 | 2009 | 2010 | 2011 | 2012 | 2013 | 2014 | 2015 | 2016 | 2017 | 2018 |
| --------------------- | ----- | ---- | ---- | ---- | ---- | ---- | ---- | ---- | ---- | ---- | ---- | ---- | ---- | ---- | ---- | ---- | ---- | ---- | ---- | ---- | ---- |
| The Masters           | DNP   | DNP  | DNP  | DNP  | DNP  | T39  | T22  | DNP  | DNP  | T5   | T36  | T20  | DNP  | T11  | T8   | T25  | T14  | T2   | T10  | 2    | T12  |
| US Open               | DNP   | DNP  | DNP  | DNP  | DNP  | T5   | CUT  | DNP  | DNP  | T10  | CUT  | CUT  | DNP  | CUT  | T21  | 1    | T12  | T27  | CUT  | CUT  | T10  |
| The Open Championship | T4 LA | CUT  | DNP  | T30  | T22  | CUT  | DNP  | DNP  | DNP  | T12  | T70  | T13  | CUT  | T44  | CUT  | CUT  | T23  | T6   | T22  | T54  | T2   |
| PGA Championship      | DNP   | DNP  | DNP  | DNP  | T23  | CUT  | CUT  | DNP  | T41  | T12  | T9   | CUT  | CUT  | CUT  | T3   | T33  | T24  | 4    | T22  | CUT  | T19  |

| Turnier               | 2019 | 2020 | 2021 | 2022 | 2023 | 2024 | 2025 |
| --------------------- | ---- | ---- | ---- | ---- | ---- | ---- | ---- |
| The Masters           | CUT  | T23  | 7    | CUT  | T16  | CUT  | 2    |
| PGA Championship      | T29  | 9    | T8   | T13  | T9   | T6   | CUT  |
| US Open               | T3   | CUT  | CUT  | T37  | CUT  | CUT  | CUT  |
| The Open Championship | T20  | KT   | T46  | DNP  | CUT  | T2   | T16  |

LA= Bester Amateur

DNP = nicht teilgenommen (engl. did not play)

WD = aufgegeben (engl. withdrawn)

DQ = disqualifiziert

CUT = Cut nicht geschafft

„T“ geteilte Platzierung (engl. tie)

KT = Kein Turnier (wegen Covid-19)

Grüner Hintergrund für Siege

Gelber Hintergrund für Top 10

## Teilnahme an Teamwettbewerben
- World Cup (für England): 2002, 2003, 2007, 2011
- Seve Trophy (für GB & Irland): 2003 (Sieger), 2007 (Sieger)
- Ryder Cup (für Europa): 2008, 2012 (Sieger), 2014 (Sieger), 2016, 2018 (Sieger), 2023 (Sieger)